# حوزه انتخابیه نهم ویرجینیا
حوزه انتخابیه نهم ویرجینیا یک حوزه انتخابیه مجلس نمایندگان آمریکا است که در ایالت ویرجینیا قرار دارد.